# عقد كلبس الأنيق
عقد كلبس الأنيق (الاسم العلمي:Klebsormidium elegans) هو نوع من الطحالب الخضراء يتبع جنس عقد كلبس من فصيلة العقدية الكلبسية.